# Disnomia
Disnomia ou Dýsnomia (em grego Δύσνομια), na mitologia grega,  era a daemon ou espírito que personificava a desordem cívica e a ilegalidade.
Como os outros grandes males da humanidade, Disnomia era filha de Éris (a discórdia), sem que lhe fosse atribuído pai algum.
Em sua atuação era companheira de Adikia (a injustiça), de Até (a ruína) e de Hibris (a violência), sendo seu daemon oposto Eunômia (a ordem cívica). Assim o narrava Solón, que descreveu os grandes males que este espírito havia trazido aos atenienses, em contraposição dos benefícios que traria a legislação e a ordem na cidade.